# Улица Шишкина (Москва)
Улица Ши́шкина — улица в Северном административном округе города Москвы на территории посёлка Сокол, расположенного в одноимённом районе.

## Положение улицы
Улица отходит от Малого Песчаного переулка и заканчивается на центральной площади посёлка Сокол, где она пересекается с улицами Сурикова и Поленова. Нумерация домов начинается от улицы Сурикова.

## История

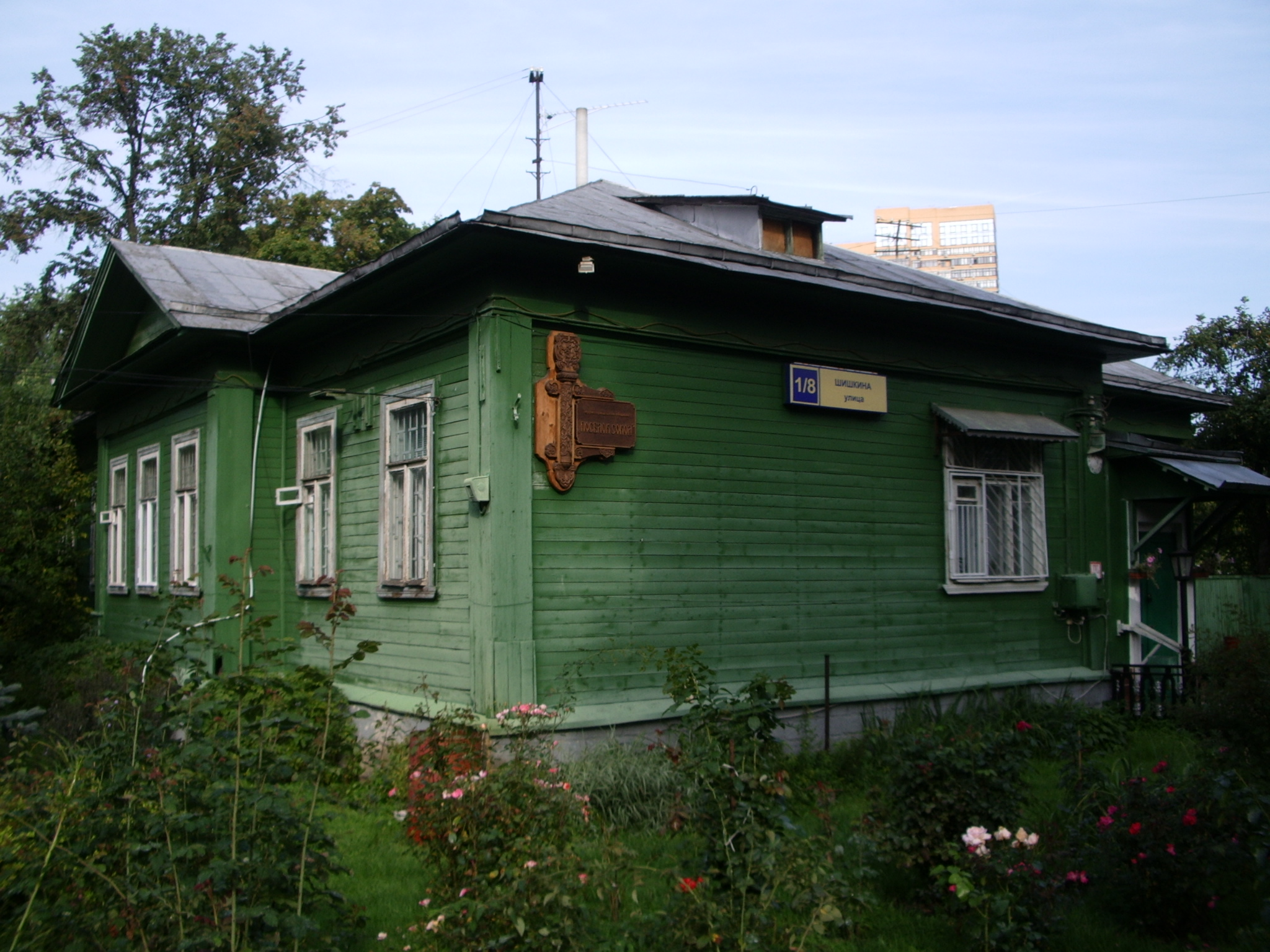
Улица Шишкина, дом 1/8

Улица появилась в 1920-х годах при строительстве посёлка «Сокол». Вдоль улицы были высажены ясени. Своё название улица получила 4 апреля 1928 года в честь великого русского художника-пейзажиста Ивана Ивановича Шишкина.

## Здания и сооружения
По нечётной стороне:
- № 1/8 — Территориальная община посёлка Сокол и музей посёлка
- № 7/27 — Управа района Сокол

По чётной стороне:
- № 4 — Жилой дом (1930,архитектор И. И. Кондаков), объект культурного наследия регионального значения[1]

## Транспорт
- Станция метро «Сокол».
- Станция МЦК «Панфиловская».